# Collégiale Saint-Honoré
Pour les articles homonymes, voir Église Saint-Honoré.
La collégiale Saint-Honoré est une ancienne église collégiale de Paris, aujourd'hui disparue. L'édifice se trouvait dans l'actuel 1er arrondissement. Le site est occupé par des immeubles abritant des services du ministère de la Culture, rue Saint-Honoré.

## Fondation et extension

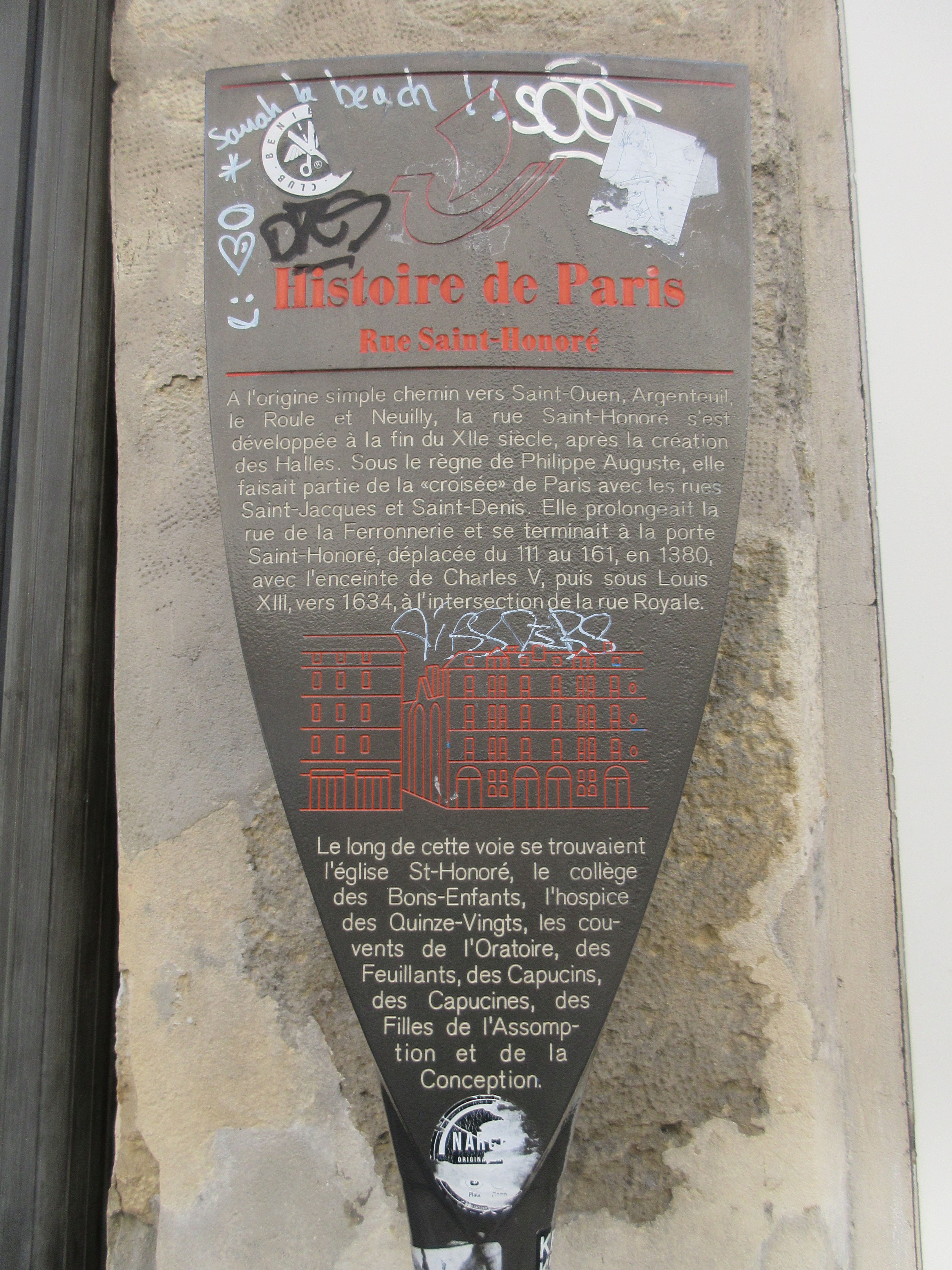
Panneau Histoire de Paris
« Rue Saint-Honoré ».

Vers 1204, Renold Chéreins et sa femme donnent neuf arpents de terre qu'ils possèdent en dehors de l'enceinte de Philippe Auguste afin d'entretenir un prêtre destiné à desservir une petite chapelle qu'ils ont l'intention de bâtir. Le prieur de Saint-Martin-des-Champs leur cède alors un arpent de terre sur lequel cette chapelle est élevée entre 1204 et 1209. Ce terrain est situé à proximité de la porte Saint-Honoré, légèrement en retrait du chemin qui allait à Saint-Ouen, Argenteuil et Neuilly (actuelle rue Saint-Honoré). La chapelle et ses dépendances appartiennent à l'origine à la paroisse Saint-Germain-l'Auxerrois. Elle est dédiée à Honoré d'Amiens. Du fait de sa proximité avec le marché aux Pourceaux (butte Saint-Roch), elle est dénommée Saint-Honoré-aux-Porciaux . Un collège de chanoines est établi à partir de 1204.  En 1257, douze chanoines sont nommés conjointement par l'évêque de Paris et par le chapitre de Saint-Germain-l'Auxerrois, mais un pouillé de 1450 n'en dénombre plus que quatre.
Dans la deuxième partie du XIVe siècle, l'enceinte de Charles V est bâtie. L'église est alors incorporée à Paris. Elle est agrandie et restaurée en 1579. 
En 1605, les biens du collège des Bons-Enfants, fondé en 1208, sont transmis au chapitre de Saint-Honoré et un séminaire y est établi.
À la veille de la révolution, le chapitre de l'église Saint-Honoré possédaient les titres sur les fiefs de Fromenteau et des Treize-Arpents.
Le fief de Fromenteau s’étendait sur les propriétés suivantes (numérotations de 1783) :
- nos 12 et 13 rue Saint-Honoré
- nos 1 à 46 rue Fromenteau
- nos 1 et 2 rue de Beauvais
- nos 1 à 13 rue Saint-Thomas-du-Louvre
- no 1 rue Jean-Saint-Denis
- no 1 cloître Saint-Nicolas

Le fief des Treize-Arpents s’étendait sur les propriétés suivantes (numérotations de 1783) :
- nos 1 à 28 rue Croix-des-Petits-Champs
- nos 1 à 24 rue des Bons-Enfants
- nos 1 à 3 rue Neuve-des-Bons-Enfants
- nos 1 à 15 rue Baillif
- nos 1 à 15 cloître Saint-Honoré
- nos 1 à 11 rue Saint-Honoré

En 1723, le cardinal Dubois est inhumé dans un mausolée sculptée par Costou le Jeune, situé dans une chapelle de l'église.
La collégiale dépend de la paroisse Saint-Roch après la création de cette dernière en 1633. Son territoire forme une enclave dans la paroisse Saint-Eustache.

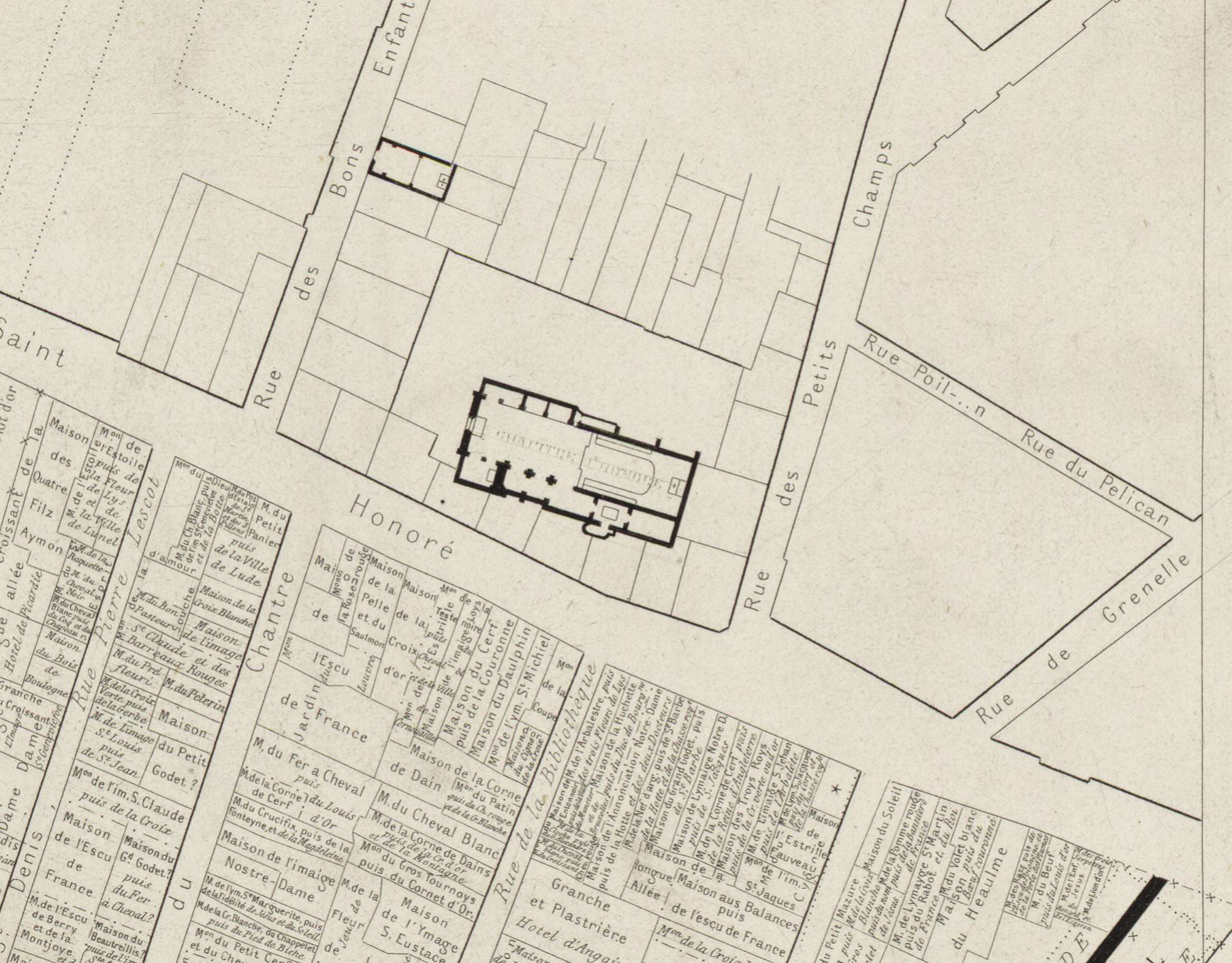
Reconstitution du plan de l'église à la fin du Moyen Âge (Berty)
Territoire dépendant de la collégiale vers 1640 (Carnavalet)

## Vente et destruction de la collégiale
Comme tous les édifices et bâtiments religieux, la collégiale Saint-Honoré et ses dépendances, y compris les maisons alentour propriétés du chapitre, sont mis à disposition de la nation en application du décret du 2 novembre 1789, cadre politique de la nationalisation des biens du clergé. Le chapitre Saint-Honoré, composé de chanoines séculiers n'est en principe pas concerné par le décret du 13 février 1790 portant suppression des congrégations religieuses régulières (comme les Capucins, les Dominicains et les Feuillants). Mais cette disposition augure mal de l'avenir du clergé paroissial et canonial, fragilisé aussi par la Constitution civile du clergé du 12 juillet 1790.[non neutre]
C'est pourquoi le Domaine national n'a pas d'hésitation à rétrocéder rapidement les propriétés du Chapitre à la Commune de Paris entre la mi-1790 et le printemps 1791 en s'appuyant sur les estimations et expertises contradictoires menées par deux architectes nommés l'un par la commission ad hoc de l'Assemblée, l'autre par la Commune. La municipalité peut à son tour poursuivre ces opérations immobilières quelques mois plus tard en mettant en vente la collégiale et ses annexes, temporairement affectée à la Justice de Paix pour la section de la Halle-au-Blé.
Le 8 février 1792, Bertrand-Eugène Roucelle, architecte, demeurant rue Madame, près le Luxembourg, achète au Domaine l’église Saint-Honoré et les terrains de la cour pour 266 000 f. L’acte de vente stipule que l’église doit être démolie et que l’adjudicataire doit créer une rue sur l’emplacement de la cour du cloître selon un alignement fourni par les commissaires de la voirie. En réalité Roucelle n’est acquéreur de ce terrain que pour un quart, les trois autres quarts étant répartis à part égale entre MM. Joseph-Ignace Coedès, Étienne-Victor Fonteney et Jean de Lauchère.
Soit sous la pression de la municipalité, soit parce que l'église menace ruine, soit parce que ces quatre investisseurs veulent faire fructifier rapidement leur investissement, l'église est détruite immédiatement et en totalité[réf. nécessaire] pour être aussitôt remplacée par des immeubles de rapport.

## En 1792 des immeubles de rapport à la place de l'église
Ces huit maisons de rapport sont élevées sur l'emprise de l'église et quelques mètres pris sur le passage Saint-Honoré. La nécessité de donner un accès aux boutiques, ateliers et escaliers des maisons du centre de l’îlot conduit les investisseurs à créer deux passages piétons :
- l'un du Nord au Sud, débouche rue Saint-Honoré, qui sera plus tard nommé « Passage d’Athènes »[14] ;
- l'autre d’Ouest en Est, qui se jette dans le précédent, dénommé d'emblée passage marchand (c'est-à-dire commerçant) puis, avec une majuscule, « Passage Marchand »[15].

Ces nouvelles maisons accueillent dès la fin de 1792 début 1793 les nouveaux arrivants, migrants de l'intérieur pour beaucoup. Ces hommes sont repérés par leurs déclarations consignées dans les registres des cartes de sûreté émises à cette époque en application du décret du 19 septembre 1792. On distingue les cartes blanches et les cartes rouges dont les titulaires sont arrivés depuis moins d'un an à Paris. Cette différence permet aisément de repérer l'origine des nouveaux habitants de ce nouvel espace d'hébergement bon marché au centre de Paris.

## Le sort des maisons canoniales
Les maisons et terrains sont adjugés le 25 messidor an IV (13 juillet 1796). Une clause insérée dans l'acte de vente prévoit que « l'acquéreur sera tenu, dans le plus bref délai possible, d'ouvrir une rue depuis celle des Bons-Enfants, en face de la porte de la cour des Fontaines du Palais-Égalité (Royal), jusqu'au carrefour de la rue Croix-des-Petits-Champs, aboutissant à la rue du Bouloi ». La rue Montesquieu est percée au début du XIXe siècle,,.

L’îlot Saint-Honoré vu par Atget en 1906.
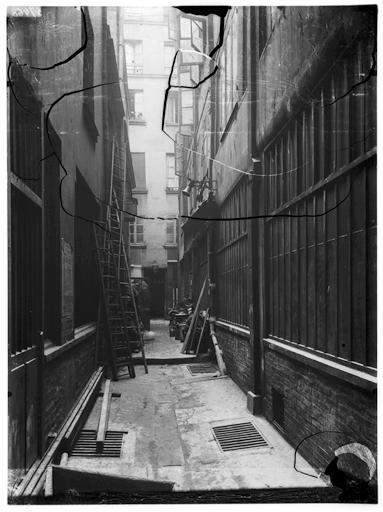
Passage Marchand.
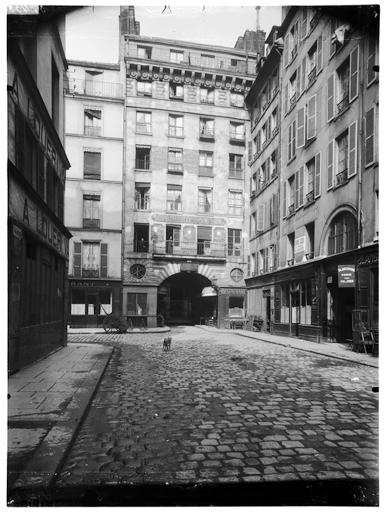
Rue du cloître Saint-Honoré vers la rue des Bons-Enfants.

## L’îlot Saint-Honoré au XXe siècle
Le cloître et l’ensemble des maisons de l’îlot de la rue Saint-Honoré sont démolis en septembre 1913 pour permettre la construction d’une ligne de métro et en surface celle d’une annexe des Grands Magasins du Louvre.

« On sait que les Grands magasins du Louvre viennent de se rendre acquéreurs de l’ancien cloître Saint-Honoré, qui fut le berceau des industries du luxe parisiennes, compris entre les rues Saint-Honoré, Croix-des-Petits-Champs et des Bons-Enfants. Les travaux de démolition sont activement poussés et une partie des immeubles donnant sur la rue Saint-Honoré et pour laquelle les frais d’expropriation se sont élevés à 2 130 000 francs, est déjà rasée. L’ensemble des travaux de démolition, étant donné que les formalités d’expropriation ne doivent pas être exécutoires avant un an, ne sera terminé qu’en 1915. »

L'immeuble est réquisitionné par le Ministère des Finances en 1941.
Le Ministère des Finances, dont à l'époque l'administration centrale est implantée au Louvre dans les bâtiments donnant sur la rue de Rivoli, l'occupe jusqu'en 1994 année de son affectation au Ministère de la Culture. Après quelques hésitations sur son devenir vu le mauvais état de l'ensemble, le Ministère de la Culture le réhabilite en 2004-2005 et fait habiller ses façades par une décoration métallique au dessin en résille.
Ces immeubles sont toujours occupés par le ministère de la Culture.

## Personnalités liées à l'église Saint-Honoré
- François de La Rochefoucauld (1613-1680), écrivain et mémorialiste français né rue des Petits-Champs à Paris le 15 septembre 1613, a été baptisé en l'église Saint-Honoré le 4 octobre 1613.